# جيري الكسندر
جيري الكسندر (بالإنجليزية: Gerry Alexander) (2 نوفمبر 1928 بكينغستون في جامايكا - 16 أبريل 2011) هو لاعب كريكت ولاعب كرة قدم جامايكي في مركز الظهير. شارك مع منتخب الهند الغربية للكريكت. أما مع النوادي، فقد لعب مع Cambridge University A.F.C. ‏.

## وصلات خارجية
- جيري الكسندر على موقع إي آس بي آن كريك إنفو (الإنجليزية)